# Кременица (Битољ)
Кременица (мкд. Кременица) је насеље у Северној Македонији, у јужном делу државе. Кременица припада општини Битољ.

## Географија
Насеље Кременица је смештено у крајње јужном делу Северне Македоније, близу државне границе са Грчком (1,5 km јужно од насеља). Од најближег већег града, Битоља, насеље је удаљено 20 km јужно.
Кременица се налази у јужном делу Пелагоније, највеће висоравни Северне Македоније. Насељски атар је равничарски, док се даље, ка западу, издиже планина Баба. Источно од села тече речица Сакулева, значајна притока Црне реке. Надморска висина насеља је приближно 590 метара.
Клима у насељу је умереноконтинентална.

## Историја
Од 1950. у Кременицу се насељује нетурско становништво, највише из села Зович, док се турско становништво одселило у Турску. Тако је веч 1970. вечина села била насељена Македонцима, са око 200 породица. За време Југославије било је и доста изсељавања у иностранство (печелба), поготово у Аустралију. 2018. у насељу је живело око 75 житеља.

## Становништво
Кременица је према последњем попису из 2021. године имала 100 становника.
| Национални састав према попису из 2021.‍ | Национални састав према попису из 2021.‍ | Национални састав према попису из 2021.‍ | Национални састав према попису из 2021.‍ | Национални састав према попису из 2021.‍ |
| --------------------------------------- | --------------------------------------- | --------------------------------------- | --------------------------------------- | --------------------------------------- |
|                                         |                                         |                                         |                                         |                                         |
| Македонци                               | Македонци                               |                                         | 78                                      | 78%                                     |
| Турци                                   | Турци                                   |                                         | 9                                       | 9%                                      |
| Срби                                    | Срби                                    |                                         | 4                                       | 4%                                      |
| Албанци                                 | Албанци                                 |                                         | 3                                       | 3%                                      |

Већинска вероисповест било је православље.